# Abnormality
Az Abnormality nevű technikás death metal zenekar 2005-ben alakult meg Bostonban. Lemezeiket a Metal Blade Records és a Sevared Records kiadók jelentetik meg.

## Tagok
- Mallika Sundaramurthy - éneklés (2005-)
- Jeremy Henry - ritmusgitár (2005-)
- Jay Blaisdell - dobok (2005-)
- Josh Staples - basszusgitár (2009-)
- Sam Kirsch - gitár (2015-)

Korábbi tagok
- Shawn MacDonald - basszusgitár (2005-2008)
- Michael O'Mara - gitár (2005-2009)
- Ben Durgin - gitár (2010-2014)

## Diszkográfia
- 2007 Demo
- The Collective Calm in Mortal Oblivion (EP, 2010)
- Contanimating the Hive Mind (nagylemez, 2012)
- Mechanisms of Omniscience (2016)
- Sociopathic Constructs (2019)